# Solvänner
Solvänner (Heliophila) är ett släkte av korsblommiga växter. Solvänner ingår i familjen korsblommiga växter.

## Bildgalleri

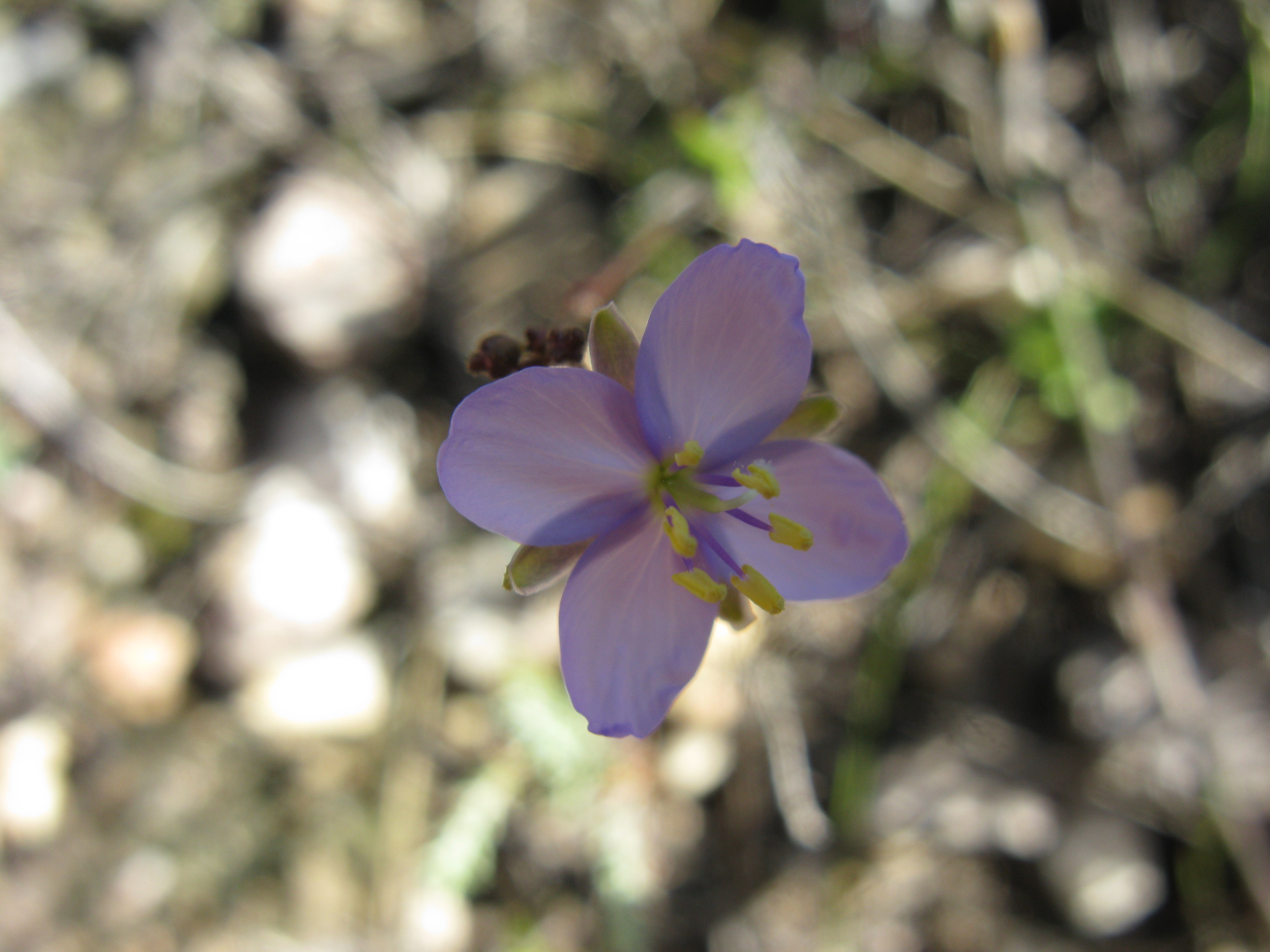
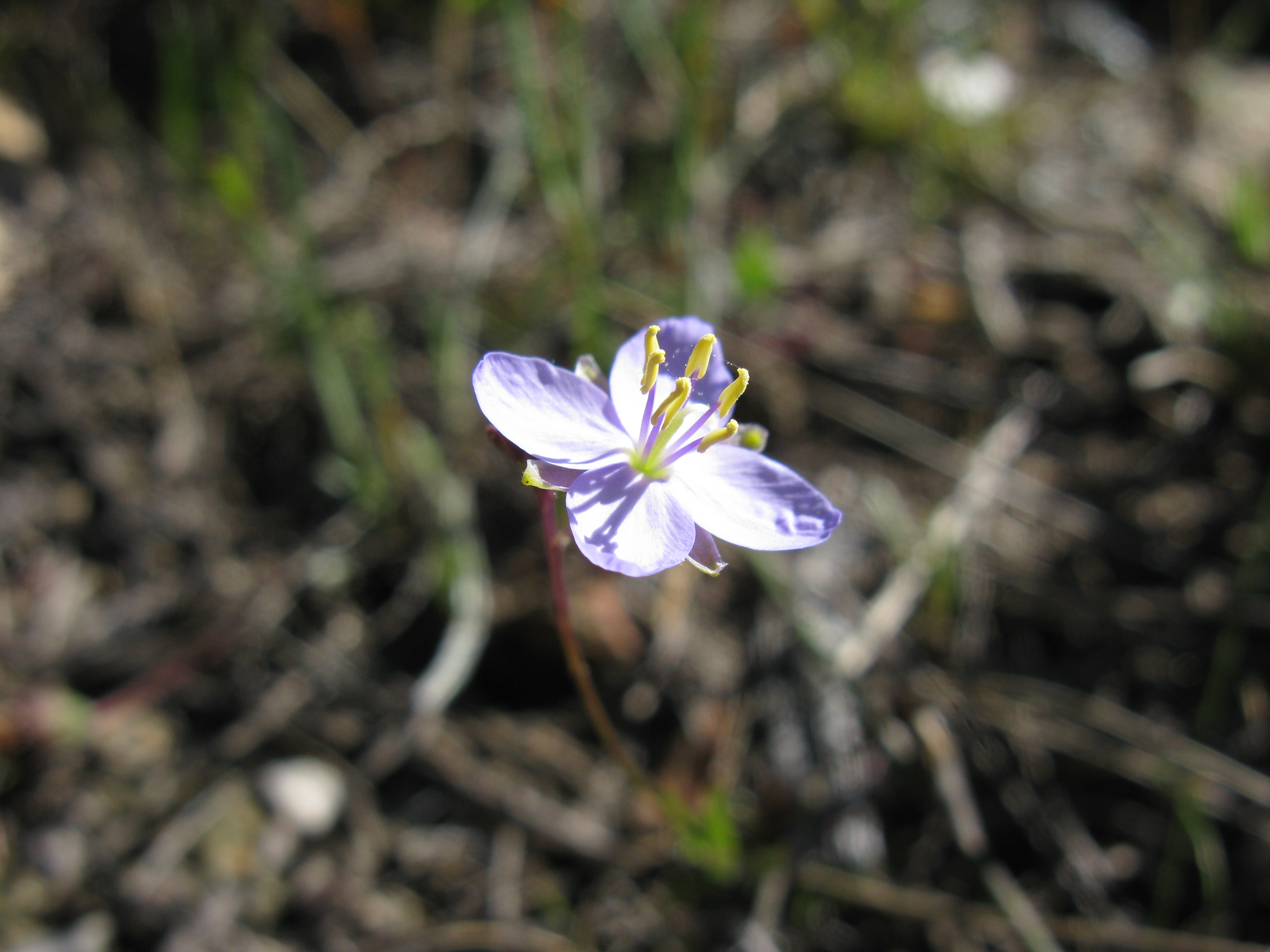

## Dottertaxa till Solvänner, i alfabetisk ordning[1]
- Heliophila acuminata
- Heliophila adpressa
- Heliophila affinis
- Heliophila africana
- Heliophila alpina
- Heliophila amplexicaulis
- Heliophila arenaria
- Heliophila arenosa
- Heliophila brachycarpa
- Heliophila brassicaefolia
- Heliophila bulbostyla
- Heliophila callosa
- Heliophila carnosa
- Heliophila cedarbergensis
- Heliophila cinerea
- Heliophila collina
- Heliophila concatenata
- Heliophila cornellsbergia
- Heliophila cornuta
- Heliophila coronopifolia
- Heliophila crithmifolia
- Heliophila cuneata
- Heliophila descurva
- Heliophila deserticola
- Heliophila diffusa
- Heliophila digitata
- Heliophila dissecta
- Heliophila dregeana
- Heliophila elata
- Heliophila elongata
- Heliophila ephemera
- Heliophila esterhuyseniae
- Heliophila eximia
- Heliophila filicaulis
- Heliophila gariepina
- Heliophila glauca
- Heliophila hurkana.
- Heliophila integrifolia
- Heliophila juncea
- Heliophila katbergensis
- Heliophila laciniata
- Heliophila lactea
- Heliophila latisiliqua
- Heliophila leptophylla
- Heliophila linearis
- Heliophila linoides
- Heliophila macowaniana
- Heliophila macra
- Heliophila macrosperma
- Heliophila maraisiana
- Heliophila meyeri
- Heliophila minima
- Heliophila monosperma
- Heliophila namaquana
- Heliophila namaquensis
- Heliophila nubigena
- Heliophila obibensis
- Heliophila patens
- Heliophila pectinata
- Heliophila pendula
- Heliophila pinnata
- Heliophila polygaloides
- Heliophila promontorii
- Heliophila pubescens
- Heliophila pusilla
- Heliophila ramosissima
- Heliophila refracta
- Heliophila remotiflora
- Heliophila rigidiuscula
- Heliophila rimicola
- Heliophila scandens
- Heliophila schulzii
- Heliophila scoparia
- Heliophila seselifolia
- Heliophila suavissima
- Heliophila suborbicularis
- Heliophila subulata
- Heliophila tabularis
- Heliophila tricuspidata
- Heliophila trifurca
- Heliophila tulbaghensis
- Heliophila variabilis